# Else Frenkel-Brunswik
Else Frenkel-Brunswik (geboren 18. August 1908 in Lemberg, Österreich-Ungarn; gestorben 31. März 1958 in Berkeley, Kalifornien) war eine österreichisch-US-amerikanische Psychoanalytikerin und Psychologin.

## Leben
Else Frenkel wurde als zweite von drei Töchtern des jüdischen Warenhausbesitzers Abraham Frenkel und dessen Ehefrau Helene Frenkel geboren. Wegen eines Pogroms flüchtete die Familie 1914 nach Wien. Nach der Matura 1926 studierte sie Mathematik und Physik, anschließend Psychologie bei Charlotte und Karl Bühler an der Universität Wien und ließ sich zur Psychoanalytikerin ausbilden. Nach der Promotion zum Dr. phil. 1930 mit der Arbeit „Das Associationsprinzip in der Psychologie“ war sie von 1931 bis 1938 Mitarbeiterin von Karl und Charlotte Bühler am Psychologischen Institut der Universität Wien (Abteilung für biografische Studien) und Lehrbeauftragte. Wegen des „Anschlusses“ Österreichs an das nationalsozialistische Deutsche Reich 1938 musste Else Frenkel erneut fliehen; sie emigrierte in die USA. Noch am Tag ihrer Ankunft in New York City am 9. Juni 1938 heiratete sie den Psychologen Egon Brunswik, den sie während ihrer Studienzeit an der Universität Wien kennengelernt hatte.
Else Frenkel-Brunswik erhielt 1938 die amerikanische Staatsbürgerschaft. Von 1939 bis 1958 war sie Research Associate am Institute of Child Welfare, wo sie an kinder- und jugendpsychologischen Studien mitarbeitete, sowie am Department of Psychology der University of California in Berkeley. Von 1944 an war sie dort Lecturer, außerdem von 1944 bis 1947 Senior Staff Member der von dem Sozialpsychologen R. Nevitt Sanford und dem Psychiater und Psychologen Daniel J. Levinson geleiteten Berkeley Public Opinion Study (University of California) mit dem Hauptthema Antisemitismus. In den gemeinsam mit dem emigrierten Frankfurter Institut für Sozialforschung begonnenen Untersuchungen über Vorurteile im Rahmen des Forschungsprojektes Studies in Prejudice wurde Sanford 1944 zusammen mit Theodor W. Adorno Forschungsdirektor. Else Frenkel-Brunswik war maßgeblich an der Studie The Authoritarian Personality (Die autoritäre Persönlichkeit) beteiligt, ihre „Beiträge [...] bezogen sich auf die Kategorisierung, Quantifizierung und Auswertung des Interviewmaterials und die Entwicklung eines Bewertungsschemas für die Interviews.“ Die Studie wurde 1950 veröffentlicht und gilt als eine der großen Pionierstudien moderner Sozialforschung.
Von 1947 an war Frenkel-Brunswik in verschiedenen Positionen tätig, u. a. als Research Psychologist and Psychotherapist am Cowell Memorial Hospital der University of California und als Associate Research Psychologist am Institute of Industrial Relations der University of California (siehe Stichwort: Industrial relations). Sie wirkte bei zahlreichen Forschungsprojekten mit, u. a. am Institute for Social Research in Oslo 1950. In den Folgejahren erhielt sie Rockefeller-Stipendien und bereiste Europa. 1954/55 erhielt sie ein Stipendium am Center for Advanced Studies in the Behavioral Sciences in Stanford, was einer Exzellenzauszeichnung gleichkam. 1956/57 kehrte sie nochmals als Fulbright-Stipendiatin an die Universität Oslo zurück. 1958 reiste Frenkel-Brunswik wieder nach Berkeley; ihre dortige akademische Position war jedoch unsicher, eine erhoffte Professur kam nicht zustande. Nach dem Tod ihres Mannes Egon Brunswik (1955) verstärkten sich zudem gesundheitliche Schwierigkeiten, die 1958 zum Suizid führten.
„Else Frenkel-Brunswik gehört zur ersten Generation Frauen, die im deutschsprachigen Raum im 20. Jahrhundert eine akademische Karriere beginnen konnten, da ihnen der Zugang zu den Universitäten gesetzlich eröffnet worden war.“

## Werk
In ihren sozialpsychologischen Studien hat Frenkel-Brunswik eine typische Eigenschaft hervorgehoben: die Intoleranz der Ambiguität (Ambiguitätstoleranz). Damit ist das Nicht-Ertragen-Können von Mehrdeutigkeit gemeint. Einige Menschen können mehrdeutige und gegensätzliche Sachverhalte nicht ertragen und sie sind unfähig, sich in die Sichtweise anderer Menschen im Sinne eines Perspektivenwechsels hineinzuversetzen. Es herrscht dann eine starre, unflexible, zwanghafte Haltung vor; Zwischentöne und komplexe Sachverhalte irritieren und werden abgelehnt. Diese Abwehrtendenz ist eng verwandt mit der negativen Einstellung gegenüber „Andersartigem“, mit Autoritarismus und Ethnozentrismus, d. h. der Ablehnung des (kulturell) Fremden.

## Ehrung
Im Jahr 2012 wurde in Wien-Donaustadt (22. Bezirk) die Frenkel-Brunswik-Gasse nach ihr benannt.
2020 wurde an der Universität Leipzig das Else-Frenkel-Brunswik-Institut gegründet. Unter der Leitung des Sozialpsychologen Oliver Decker werden seitdem antidemokratische, autoritäre und menschenfeindliche Tendenzen in Sachsen erforscht. Die beteiligten Wissenschaftler schließen dabei an die von Frenkel-Brunswik mitbegründete Tradition der psychoanalytischen Sozialpsychologie an.

## Schriften (Auswahl)
- Frenkel, Else: Atomismus und Mechanismus in der Assoziationspsychologie. In: Zeitschrift für Psychologie, 123, 1931, S. 193–258. (veröffentlichte Doktorarbeit Frenkels)

- Else Frenkel, Edith Weisskopf: Wunsch und Pflicht im Aufbau des menschlichen Lebens (= Psychologische Forschungen über den Lebenslauf. Hrsg. von Charlotte Bühler und Else Frenkel. Band 1). Gerold & Co., Wien 1937.
- Else Frenkel-Brunswik: Motivation and behavior. In: Genetic Psychology Monographs. Vol. 26, 1942, S. 121–265.
- Theodor W. Adorno, Else Frenkel-Brunswik, Daniel J. Levinson, R. Nevitt Sanford: The Authoritarian Personality. New Harper und Brothers, New York 1950.
- Nathan W. Ackerman, Theodor W. Adorno, Bruno Bettelheim, Else Frenkel-Brunswik, Marie Jahoda, Morris Janowitz, Daniel J. Levinson, Nevitt R. Sanford: Der autoritäre Charakter. Band 2: Studien über Autorität und Vorurteil. De Munter, Amsterdam 1969, ISBN 3-88535-341-5.
- Else Frenkel-Brunswik: Selected papers. Hrsg. von Nanette Heiman und Joan Grant. International Universities Press, New York 1974.
- Else Frenkel-Brunswik, R. Nevitt Sanford: Die antisemitische Persönlichkeit. Ein Forschungsbericht. In: Ernst Simmel (Hrsg.): Antisemitismus. Fischer, Frankfurt a. M. 1993, ISBN 3-596-10965-5, S. 119–147 (frühere Fassung im Journal of Psychology. Vol. 20, 1945, S. 271–291).
- Else Frenkel-Brunswik: Studien zur autoritären Persönlichkeit. Ausgewählte Schriften (= Bibliothek sozialwissenschaftlicher Emigranten. Bd. 3). Hrsg. und eingeleitet von Dietmar Paier. Nausner und Nausner, Wien 1996, ISBN 3-901402-04-7.